# Helius perelegans
Helius perelegans är en tvåvingeart som beskrevs av Alexander 1930. Helius perelegans ingår i släktet Helius och familjen småharkrankar.
Artens utbredningsområde är Taiwan. Inga underarter finns listade i Catalogue of Life.